# تورنو
شهر تورنو (به فرانسوی: Turnhout) در شهرستان تورنو در استان آنتوئر در منطقه فلاندری در کشور بلژیک واقع شده‌است.

## نگارخانه

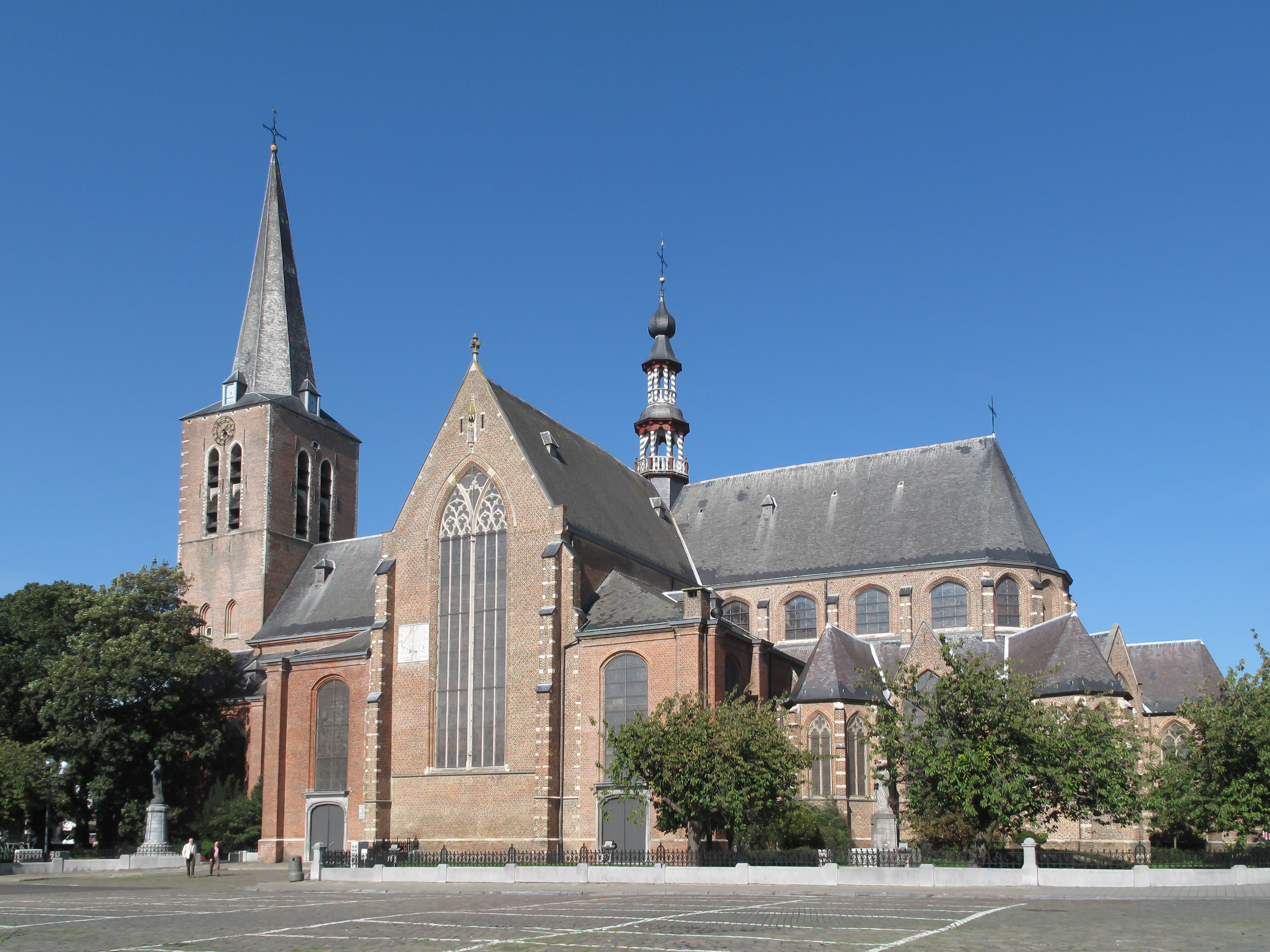
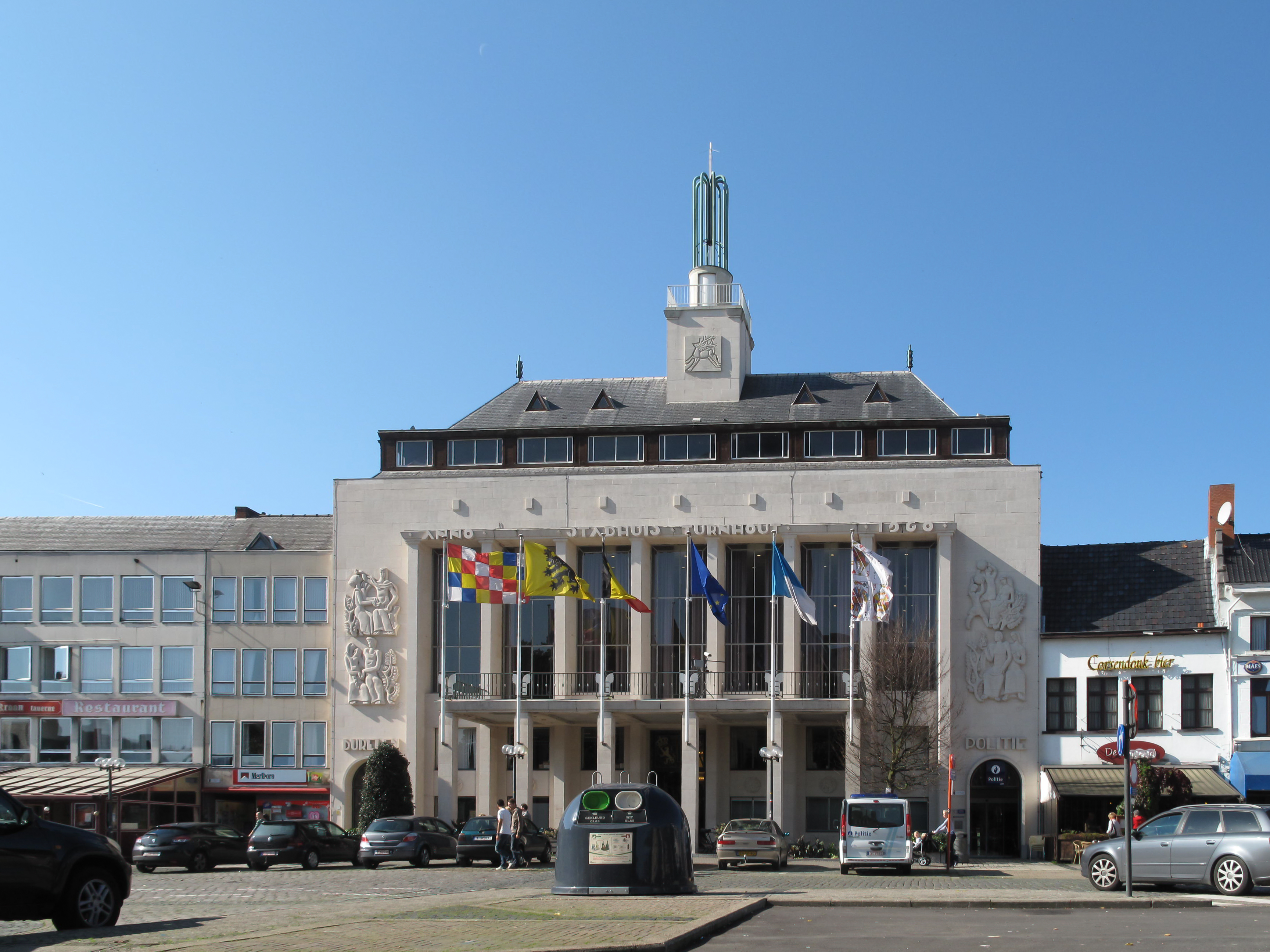
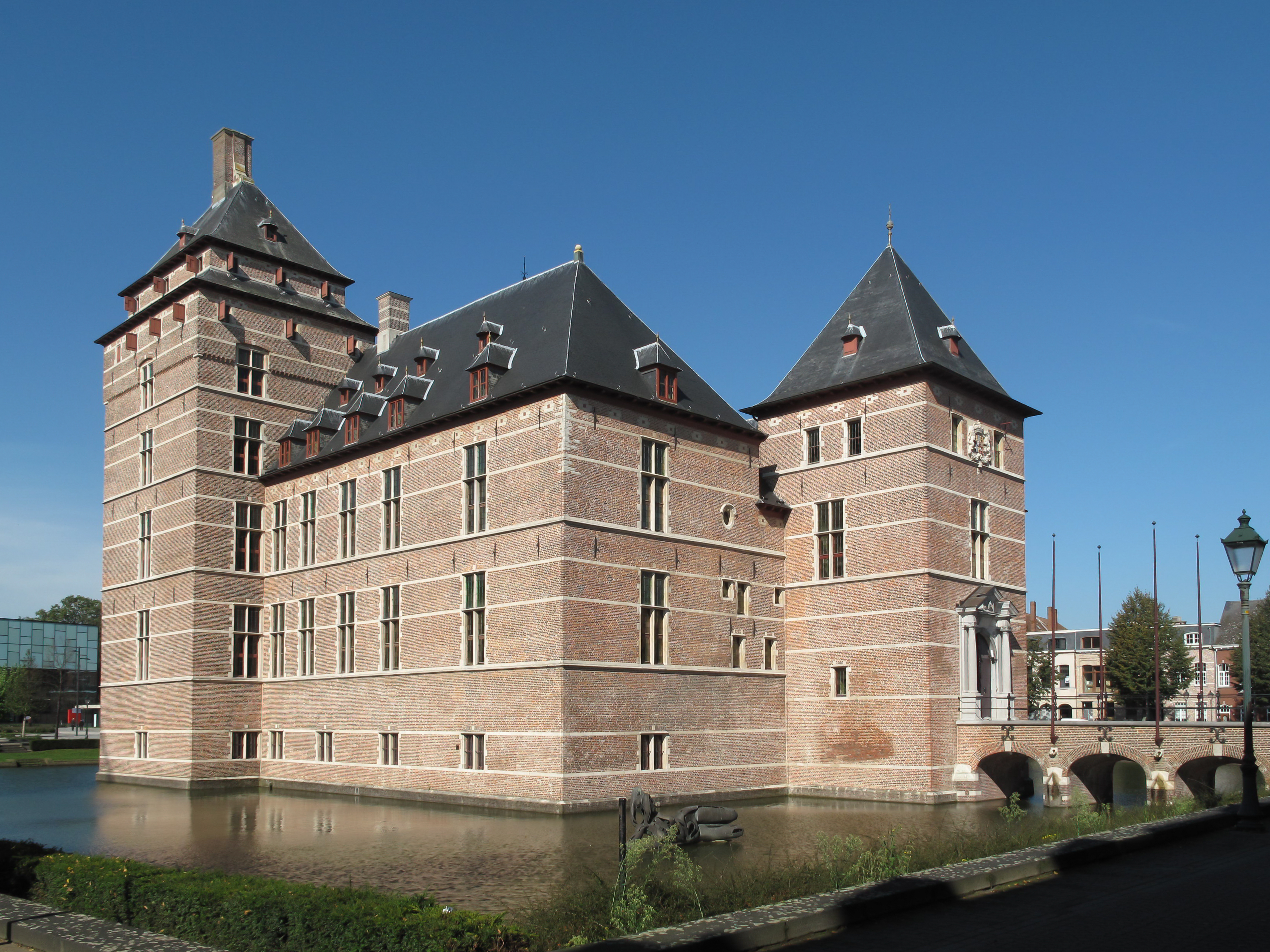
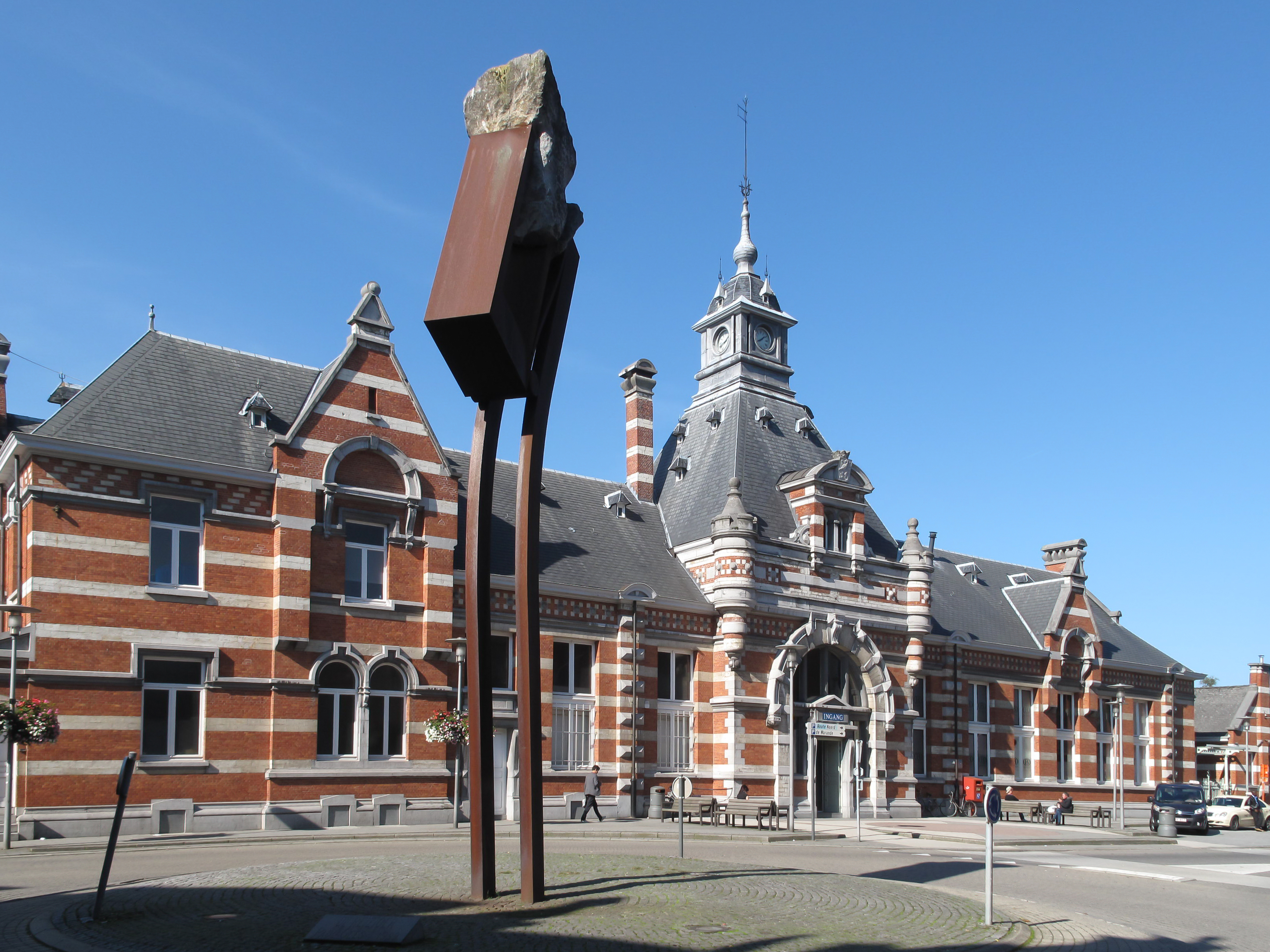
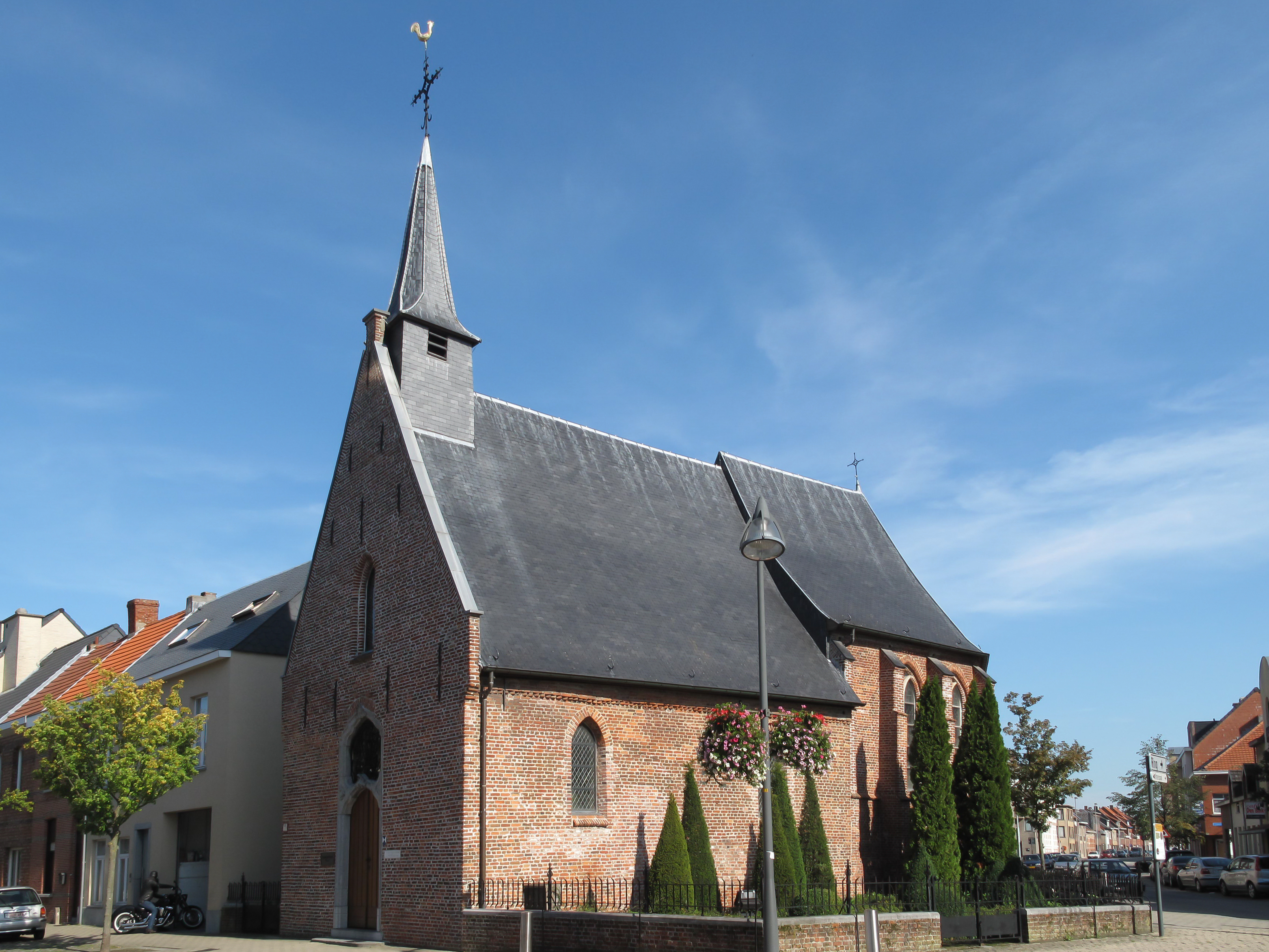
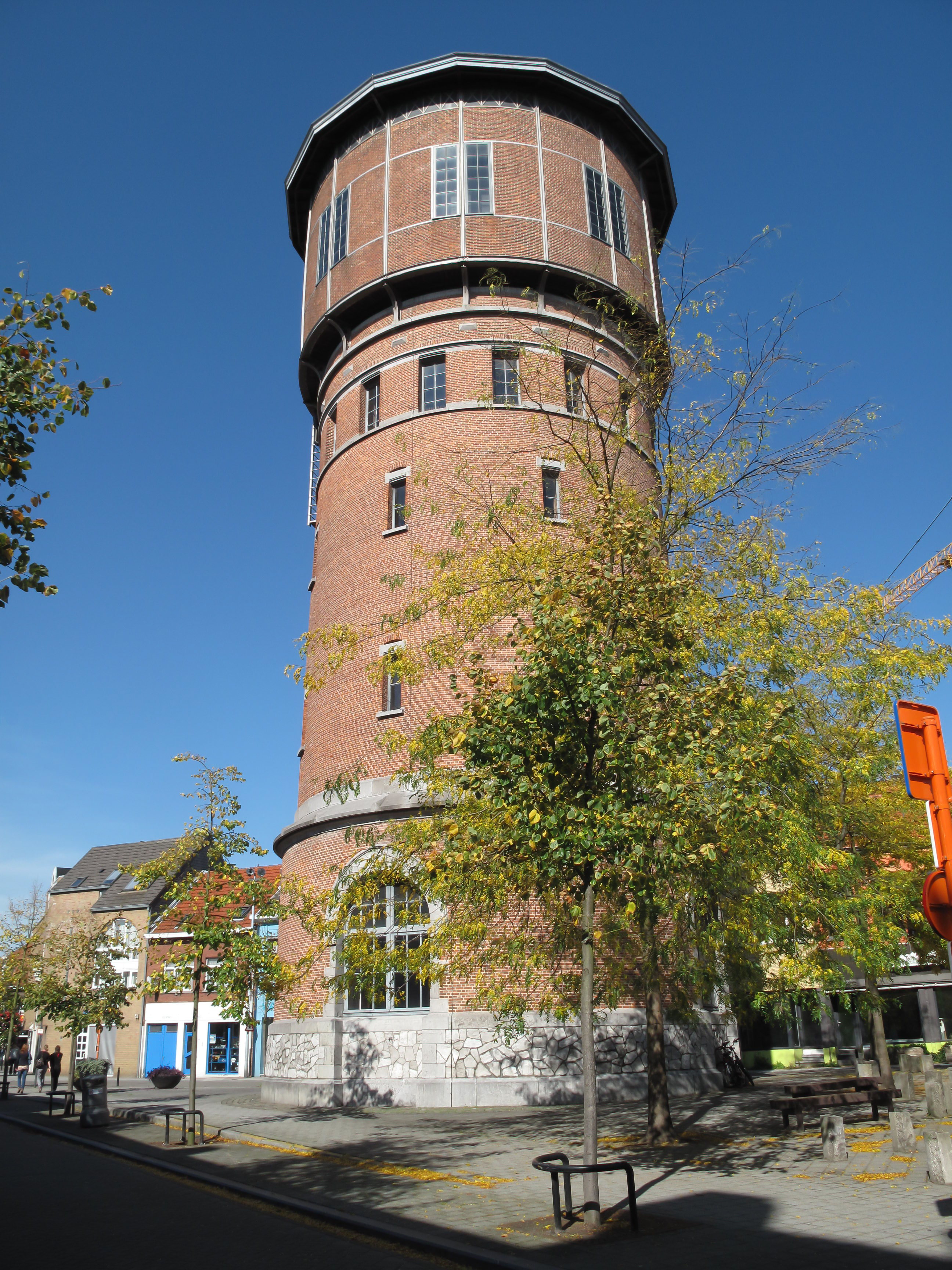